# Joran Triest
Joran Triest (sinh 8 tháng 4 năm 1997) là một cầu thủ bóng đá Bỉ thi đấu cho Lokeren ở Belgian First Division A ở vị trí tiền đạo.

## Sự nghiệp câu lạc bộ
Joran Triest khởi đầu sự nghiệp cùng với Lokeren.